# Microterys choui
Microterys choui är en stekelart som beskrevs av Xu 2000. Microterys choui ingår i släktet Microterys och familjen sköldlussteklar. Inga underarter finns listade i Catalogue of Life.